# Аджикабул
Гаджигабул (азерб. Hacıqabul; в 1939—2000 годах — Кази́-Магоме́д (азерб. Qazıməmməd)) — город, административный центр Гаджигабульского района Азербайджана. Гаджигабул — крупный железнодорожный и автомобильный узел. Он находится на берегу одноимённого озера в восточной части Ширванской равнины, к западу от невысокой Алятской гряды. Для Гаджигабула (он и в азербайджанском и в любом варианте — Гаджигабул, а не Аджикабул) характерны очень жаркое лето и влажная мягкая зима. Вокруг преобладают полупустынные ландшафты.

## Этимология
По словам местных жителей, название происходит от слов хаджи и габул (прием), а само название означает то, что здесь с почётом принимали людей, совершивших хадж.

## История
В 1859 году на территории современного города Гаджигабул уже действовала Гаджигабульская почтовая станция.
В 1883 году введена в эксплуатацию железнодорожная станция и здание вокзала.
Село Гаджигабул входило в Карасуинский район Азербайджанской ССР. Позже район упразднён, село вошло в состав Али-Байрамлинского района.
В 1934 году селу Гаджигабул присвоен статус посёлка, а в 1938 году — статус города. 24 января 1939 года город получил название Кази-Магомед в честь дагестанского революционера Кязи-Магомеда Агасиева, в тот же день был образован Кази-Магомедский район с центром в городе Кази-Магомед. 4 декабря 1959 года Кази-Магомедский район ликвидирован.
13 марта 1941 года был издан приказ НКВД СССР « О строительстве железнодорожной линии от станции Гаджигабул до ст. Папанино».
Согласно административному делению 1961 года город Кази-Магомед входил в Кази-Магомедский городской совет Али-Байрамлинского района Азербайджанской ССР, а с 4 января 1963 года Кази-Магомедский городской совет подчинён городу Али-Байрамлы.
24 апреля 1990 года образован Гаджигабульский район с центром в городе Кази-Магомед.
В 1999 году в Азербайджане была проведена административная реформа и внутри Кази-Магомедского административно-территориального округа был учреждён Кази-Магомедский муниципалитет Гаджигабульского района.
5 июля 2000 года городу Кази-Магомед возвращено историческое название Гаджигабул.
Город Гаджигабул— важный транспортный узел. Через город проходят дороги международного значения Баку—Товуз—Грузия, Гаджигабул—Ширван—Бахрамтепе—Горадиз—Зангелан—Армения, дорога республиканского значения Гаджигабул—Ширван—Сальян, железные дороги Гаджигабул—Ширван, Баку—Тбилиси. Есть железнодорожная станция и оборотное вагонное депо. Через город проходят газопроводы Моздок—Кази-Магомед и Кази-Магомед—Астара.

## География
Гаджигабул расположен в Ширванской степи, недалеко от одноимённого озера.
Город расположен в 115 км от Баку, столицы Азербайджана.
Гаджигабул находится на уровне моря.

## Население
| 1859 | 1923  | 1926  | 1939  | 1959   | 1970   | 1979   | 1989   | 1999   | 2009   | 2016   |
| ---- | ----- | ----- | ----- | ------ | ------ | ------ | ------ | ------ | ------ | ------ |
| 13   | 1 120 | 1 889 | 6 358 | 12 238 | 14 868 | 19 066 | 21 504 | 22 350 | 25 052 | 26 800 |

В городе преимущественно живут азербайджанцы.

## Климат
| Показатель                                             | Янв. | Фев. | Март | Апр. | Май  | Июнь | Июль | Авг. | Сен. | Окт. | Нояб. | Дек. | Год  |
| ------------------------------------------------------ | ---- | ---- | ---- | ---- | ---- | ---- | ---- | ---- | ---- | ---- | ----- | ---- | ---- |
| Средний суточный максимум, °C                          | 6,5  | 7,2  | 10,4 | 18,0 | 23,8 | 28,8 | 32,1 | 32,4 | 27,0 | 20,5 | 16,4  | 8,9  | 19,4 |
| Средняя температура, °C                                | 3,2  | 3,9  | 6,6  | 13,2 | 18,5 | 23,4 | 26,4 | 26,3 | 21,9 | 16,2 | 12,5  | 5,4  | 14,8 |
| Средний суточный минимум, °C                           | −0,1 | 0,6  | 2,9  | 8,5  | 13,3 | 18,1 | 20,8 | 20,2 | 16,9 | 11,9 | 8,7   | 1,9  | 9,8  |
| Норма осадков, мм                                      | 24   | 25   | 32   | 41   | 28   | 21   | 10   | 10   | 20   | 35   | 30    | 26   | 302  |
| Источник: http://en.climate-data.org/location/992259/6 |      |      |      |      |      |      |      |      |      |      |       |      |      |

Среднегодовая температура воздуха в городе составляет +14,8 °C. В селе полупустынный климат.

## Инфраструктура и хозяйство
На 1979 год в городе Кази-Магомед действовали Кази-Магомедский рыбоводный завод, вагонное депо, комбинат местной промышленности, механизированная каменоломня, машинно-мелиорационная станция, 4 десятилетних, 3 восьмилетних школы, дом культуры, клуб, 2 библиотеки, кинотеатр, 2 больницы, 2 поликлиники, 2 ясли-детских садов.
В городе расположены 9 полных средних школ, школа-лицей гуманитарных предметов, спортивная школа, шахматная школа, центр детского творчества, центр технического творчества, районный дом культуры, 2 клуба, 7 библиотек, историко-краеведческий музей, центр Гейдара Алиева, районная больница, детская поликлиника. Из промышленных предприятий в городе действуют завод керамических плит, рыбный завод, кирпичный завод и птицефабрика.
В 2019 году начато строительство Гджигабульского автомобильного завода, в котором будет начато производство автобусов Scania.